# Пристанціонна сільська рада
Пристанціо́нна сільська рада (рос. Пристанционный сельский совет) — сільське поселення у складі Тоцького району Оренбурзької області Росії.
Адміністративний центр — селище Пристанціонний.

## Населення
Населення — 1449 осіб (2019; 1510 в 2010, 1672 у 2002).

## Склад
До складу сільської ради входять:
| Населений пункт        | Населення, осіб (2002) | Населення, осіб (2010) |
| ---------------------- | ---------------------- | ---------------------- |
| Городок Третій, селище | 248                    | 200                    |
| Пристанціонний, селище | 1424                   | 1310                   |